# Argyresthia purpurascentella
Argyresthia purpurascentella is een vlinder uit de familie van de pedaalmotten (Argyresthiidae). De wetenschappelijke naam van de soort werd in 1849 gepubliceerd door Henry Tibbats Stainton.